# تاس‌ماهی سیردریا
تاس‌ماهی سیردریا  (نام علمی: Pseudoscaphirhynchus fedtschenkoi) نام یک گونه از تیره ماهیان خاویاری است.